# Changan CS95
La Changan CS95 è un'autovettura prodotta dalla casa automobilistica cinese Chang'an Motors dal 2017.

## Descrizione

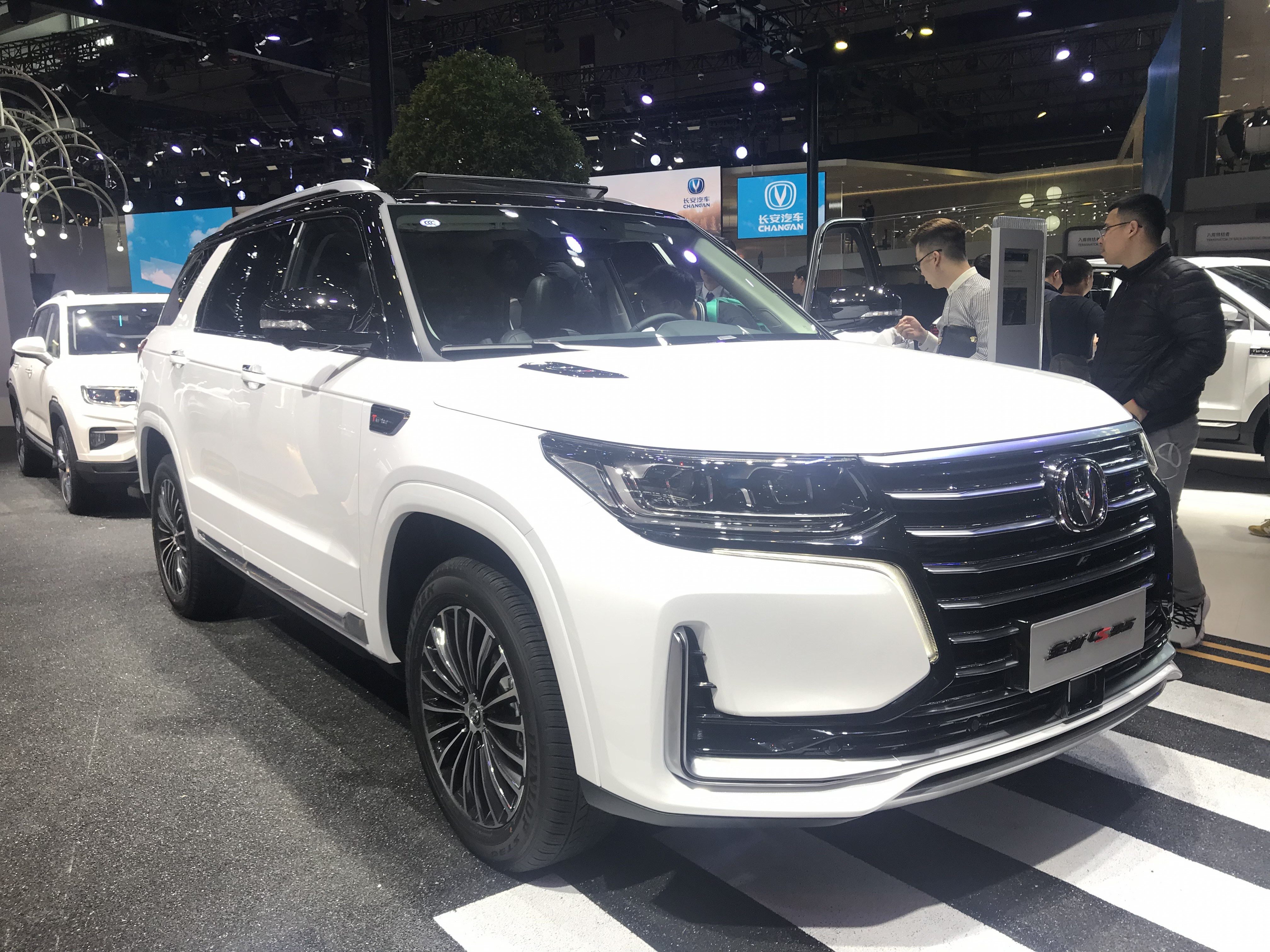
Restyling 2018

Presentata in anteprima sotto forma di show car di pre-produzione al Salone dell'Auto di Pechino nel 2016, la versione di produzione della CS95 è stata presentata al Guangzhou Auto Show 2016, con il lancio sul mercato automobilistico cinese avvenuto nel 2017. Nonostante il nome simile, è una vettura completamente diversa rispetto alla Changan CS95 Concept presentata al salone di Shanghai 2013. La CS95 è la più grande autovettura della prodotta dalla Changan. La CS95 è disponibile nelle varianti a cinque e sette posti ed è alimentato da un 2.0 turbo con 233 CV (174 kW) e 360 Nm di coppia. L'unico cambio disponibile è automatico a sei velocità dotato del sistema NexTrac AWD della Changan.
La vettura è stata sottoposta ad in restyling nel 2018, con nuove luci posteriori collegate tra di esse mediante  una striscia a LED e un frontale totalmente ridisegnato, con fari, paraurti e calandra inediti.